# Terremoto de Chillán de 1939
El terremoto de Chillán de 1939 fue un sismo intraplaca ocurrido en la zona central de Chile el 24 de enero de 1939, con magnitudes estimadas de 7,8 MW y 7,8 u 8,3 MS.
Es considerado el sismo de mayor cantidad de fallecidos en Chile estimándose entre los veinticuatro mil y treinta mil personas, de las cuales solamente 5.685 fueron identificados.
Tuvo epicentro en la comuna de Quirihue, afectando principalmente a la ciudad de Chillán, cual resultó completamente destruida. Esto obligó al gobierno de Pedro Aguirre Cerda a implementar cambios políticos y sociales en el país, como la creación de la Corporación de Reconstrucción y la Corporación de Fomento de la Producción, además de la legislación de normas para las construcciones.

## Antecedentes

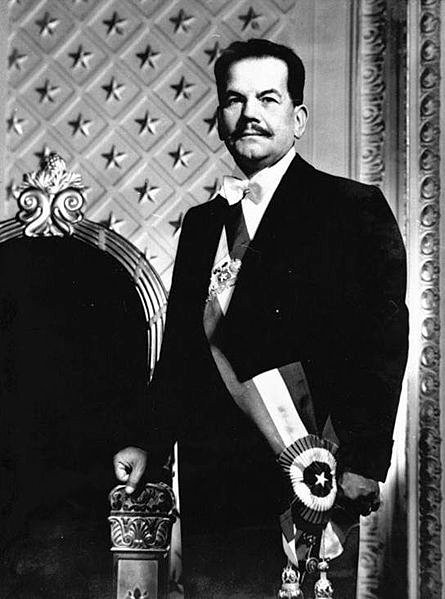
Retrato oficial de Pedro Aguirre Cerda como presidente de la República en 1938.

La situación en Europa era tensa, transcurrían los antecedentes de lo que sería la Segunda Guerra Mundial, pieza clave es la presencia de embarcaciones británicas en Valparaíso, cuales posteriormente servirían de ayuda a las víctimas del sismo. En aspectos políticos locales, la presidencia de Pedro Aguirre Cerda cumplía un mes de existencia, había sido elegido tras la elección ocurrida el 25 de octubre de 1938 y asumiendo la presidencia el 24 de diciembre de ese año, mientras que el alcalde de ese entonces fue Ernesto Arrau, quien después del sismo entró en conflictos con la administración del municipio, lo cual le valió la renuncia, meses después del terremoto.
En 1935 se cumplieron cien años de la diferenciación entre Chillán Nuevo y Chillán Viejo, situación que se había ocasionado por el terremoto de Concepción de 1835. La arquitectura local antes del sismo, era de carácter neoclásica y barroca, cual tras el sismo, sería reemplazada por una modernista. La geografía urbana de Chillán no se contemplaba como una conurbación aún, sin embargo, es necesario destacar la presencia de barrios como Villa Alegre, La Fuente, Balmaceda, Zañartu, Santa Elvira y Medina, a ello se proyectaba la construcción del Parque Schleyer, en cuyo interior habría un estadio de fútbol y un hipódromo.
Las actividades sociales realizadas en la ciudad, eran abundantes en la época de verano. Algunas que mencionan historiadores locales, son las ocurridas horas previas al sismo en el Centro Español, el Teatro Municipal de Chillán y Teatro O'Higgins. En aspectos climáticos de la época, el verano de 1939 fue considerado caluroso, las temperaturas en los días próximos oscilaron entre los 32 °C y los 35 °C.

## Desarrollo

### Chillán
El sismo ocurrió en Quirihue a las 23:32, cuyas ondas se expandieron a las ciudades aledañas en unos minutos, sintiéndose en un área comprendida entre Buenos Aires, Mendoza, Valparaíso y Temuco.
En Chillán, la ciudad más afectada, diversas construcciones fueron destruidas, entre ellas, la estación de ferrocarriles, Intendencia, catedral, teatro, liceo de hombres, el edificio del diario La Discusión, los servicios de transporte, telégrafo, electricidad y teléfono, con un total aproximado del 97% de la ciudad derrumbada. Los trenes de la Maestranza de Chillán y la estación, son usados como viviendas provisorias. En el caso del Teatro Municipal de Chillán se realizaba el estreno de la película "Un rey sin corona" de Joe E. Brown, evento que destinaría los fondos recaudados al Cuerpo de Bomberos de Chillán, pero al ocurrir el sismo, centenares de personas intentaron huir y muchas de ellas fueron aplastadas por la marquesina del acceso principal. De la Catedral de Chillán, solamente su nave central quedó intacta. Solamente nueve construcciones saldrían intactas, la mayoría era la circundante a la Plaza de Armas. Por su parte, Guillermo Díaz, vigilante nocturno del sitio de distribución de energía de la ciudad, de quince años de edad, falleció aplastado por el edificio, alcanzando a apagar la energía, evitando que la tragedia hubiera empeorado por incendios, dicho acto, sería relatado más tarde en una crónica de Gabriela Mistral.
Los funcionarios del Hospital San Juan de Dios no dieron abasto, por ello, diversos lugares públicos funcionaron como lugar de atención a las víctimas. Los fallecidos del sismo en la ciudad de Chillán, fueron sepultados en fosas comunes en el cementerio municipal de Chillán, en un área llamada "Patio N° 3" o "Parque del recuerdo", donde se erigió un monumento a las víctimas y una escultura de Helga Yufer da la bienvenida al acceso.

### Concepción

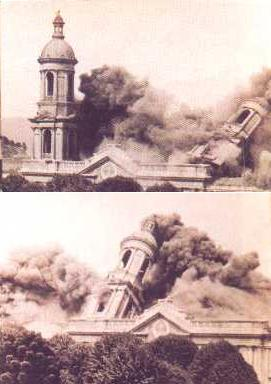
Secuencia de la demolición de la antigua Catedral de la Santísima Concepción

Unos minutos después del desastre en Chillán, a las 23:35, Concepción fue sacudido violentamente por el sismo de Chillán. Casi todas las edificaciones, alrededor de un 95 % de las casas, fueron seriamente dañadas.
En el Teatro Concepción había una función cuando se produjo el terremoto. Una lámpara grande que estaba suspendida en el techo del teatro empezó a balancearse, instante en que la gente empezó a escapar al acceso principal a través de una escalera de caracol, cual en medio del sismo, cedió y consigo, llevándose a las personas que estaban sobre ella. En la intersección de las avenidas O'Higgins con Aníbal Pinto se acumularon los cadáveres, que eran luego trasladados al cementerio y enterrados en grandes zanjas de tierra.
Los servicios básicos como la electricidad y el agua, fueron suspendidos, asimismo se reportaron diversos incendios en varios puntos de la ciudad, como también, réplicas del sismo. La debilidad de la antigua Catedral y la Estación Central obligaron su demolición y pronta reconstrucción, otros íconos de la ciudad que resultaron destruidos fueron, la Intendencia, Mercado Central y el edificio de Correos de Chile.[cita requerida]

### Otras localidades
La situación en los pueblos y ciudades aledañas no era diferente. En Chillán Viejo había sido destruida la casa natal de Bernardo O'Higgins, mientras que en Parral se derrumbaron las iglesias de San José y San Francisco. Tras la destrucción de la cárcel de Florida, los reos ayudaron a la remoción de escombros y cadáveres. Mientras tanto, en Coelemu, el Puente viejo sobre río Itata presentaba daños estructurales.
En el instante previo a la ocurrencia del sismo, el crucero Blanco Encalada estaba próximo a recalar en Talcahuano, al entrar a la Bahía de Concepción, la embarcación se desestabilizó, lo cual fue interpretado por el personal como una colisión, sin embargo, al observar las luces e incendios en la ciudad de Tomé, se entendió que era un terremoto. La nave que era comandada por Horacio Vío Valdivieso, desembarcó en la localidad, ofreciendo servicios de ayuda en Tomé y Coelemu y trasladando a heridos a Valparaíso. En dicha ciudad había arribado los cruceros británicos Ajax y Exeter, cuales destinaron su ayuda a los damnificados, convirtiéndo las embarcaciones en hospitales de campaña y albergues. Los ingenieros navales de las embarcaciones británicas, tuvieron la labor de demoler la Catedral de Concepción, como también instalar su antena en el antiguo Hotel Ritz de la ciudad para restablecer conexiones con Santiago de Chile.
En Talca, la comitiva presidencial visitó a las víctimas en el Hospital de Talca, la cárcel y el cuartel de Carabineros, lugares en que se reunían los damnificados.

## Consecuencias

### Impacto geográfico
Con respecto a las consecuencias geográficas, se estima que la Cordillera de la Costa, entre el Río Itata y el Río Biobío, se elevó más de un metro de altitud. En aspectos económicos, se estima que la producción agrícola perdió la cuarta parte de sus ingresos, sin embargo, de igual manera, la inversión en la industria de la agricultura posterior al terremoto, fue intensa.
El cambio demográfico se vio profundamente afectado, donde la diferencia entre el censo nacional de 1930 y el censo extraordinario de 1939 realizado en la comuna de Chillán, era de más de 8.000 personas.
| Censo | Comuna de Chillán |
| ----- | ----------------- |
| 1907  | 44847             |
| 1920  | 51030             |
| 1930  | 56974             |
| 1939  | 48277             |
| 1940  | 61535             |
| 1952  | 67896             |

### Impacto sociocultural
La labor de rescate y remoción de escombros, fue liderada por las Fuerzas Armadas, quienes fueron las primeras entidades en generar un catastro de lo ocurrido, al sobrevolar la ciudad y socorrer a las víctimas. A ello, las órdenes gubernamentales y militares, fueron las de declarar estado de sitio, el control económico y de abastecimiento, y la pena de muerte en caso de incumplimiento de las normas. 

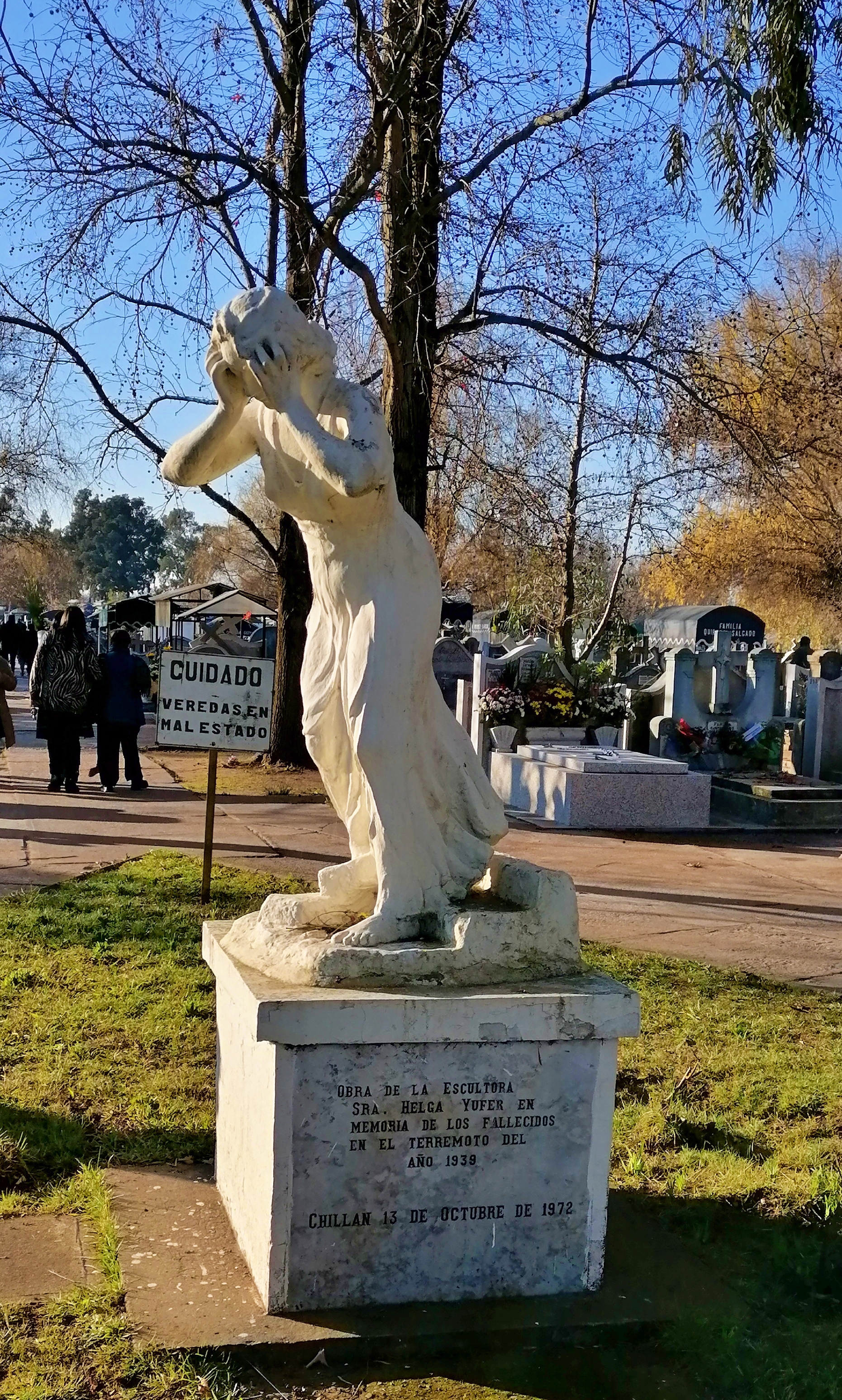
Escultura de Helga Yufer a las víctimas del terremoto, ubicada en el cementerio municipal de Chillán.

La situación personal de los referentes locales de Chillán se vio reflejada de diversas maneras. En el caso de Nicanor Parra, quien en ese instante era profesor en el Liceo de Hombres de Chillán, lo llevó a crear el poema "Epopeya de Chillán" en el cual refleja su visión tras el sismo. Claudio Arrau por su parte, quien huía de los crímenes del nacionalsocialismo alemán junto a la mezzosoprano Ruth Schneider, había buscado refugio en su ciudad natal, sin embargo, su hogar en calle Lumaco no resistió ante el sismo, por ello inicia una serie de conciertos en el país que lo llevaron en 1941 a emigrar a Nueva York. El presidente Pedro Aguirre Cerda designó a la escritora local Marta Brunet, como cónsul honorario de Mar del Plata, quien hasta ese entonces era directora de la revista Familia. En materia audiovisual, destacan las "Notas del terremoto" de Luis Fiol Bemer, que contienen imágenes de Pedro Aguirre Cerda visitando las localidades destruidas.
La arquitectura que resistió el terremoto fue escasa, entre estas se encuentran las casas de las familias Etchevers, Blásquez y Kusakovich, el edificio de la Cecal, el Edificio de los dos Cuyanos, las iglesias de San Francisco y de la Virgen del Carmen, el Edificio del Banco Español y la antigua Botica González frente a la Plaza de armas de Chillán, cual hoy es la Casa Consistorial de Chillán. Según el geofísico mexicano alemán, Cinna Lomnitz, en su libro Geofísica Panamericana, el derrumbe de muchas estructuras de la época se debió a que eran de adobe, además la ausencia de normas de ingeniería antisísmica.
Con respecto a la salud, la primera medida política adoptada en la ciudad, fue la distribución de casi quinientos mil vacunas contra la Fiebre tifoidea, aun así, no se evitó que ocurrieran brotes epidemiológicos entre los sobrevivientes, causados por la falta de agua potable y alimentos, la descomposición de los cadáveres atrapados en los escombros, donde además, la cifra de fallecidos superó por varios años a la de nacimientos. A ello se sumó problemáticas sociales como la delincuencia, la mendicidad, la orfandad y el alcoholismo. En el aspecto medioambiental, inmediatamente después del sismo, la ciudad fue afectada por una nube de polvo que perduró durante varios días. Asimismo diversos puntos de la ciudad eran convertidos en hospedaje o centro de atención de salud, entre ellos, el Canal de la Luz de la Población Santa Elvira y la Plaza de armas de Chillán. Por su parte, el periódico local La Discusión, retoma sus labores dos meses después de la tragedia.

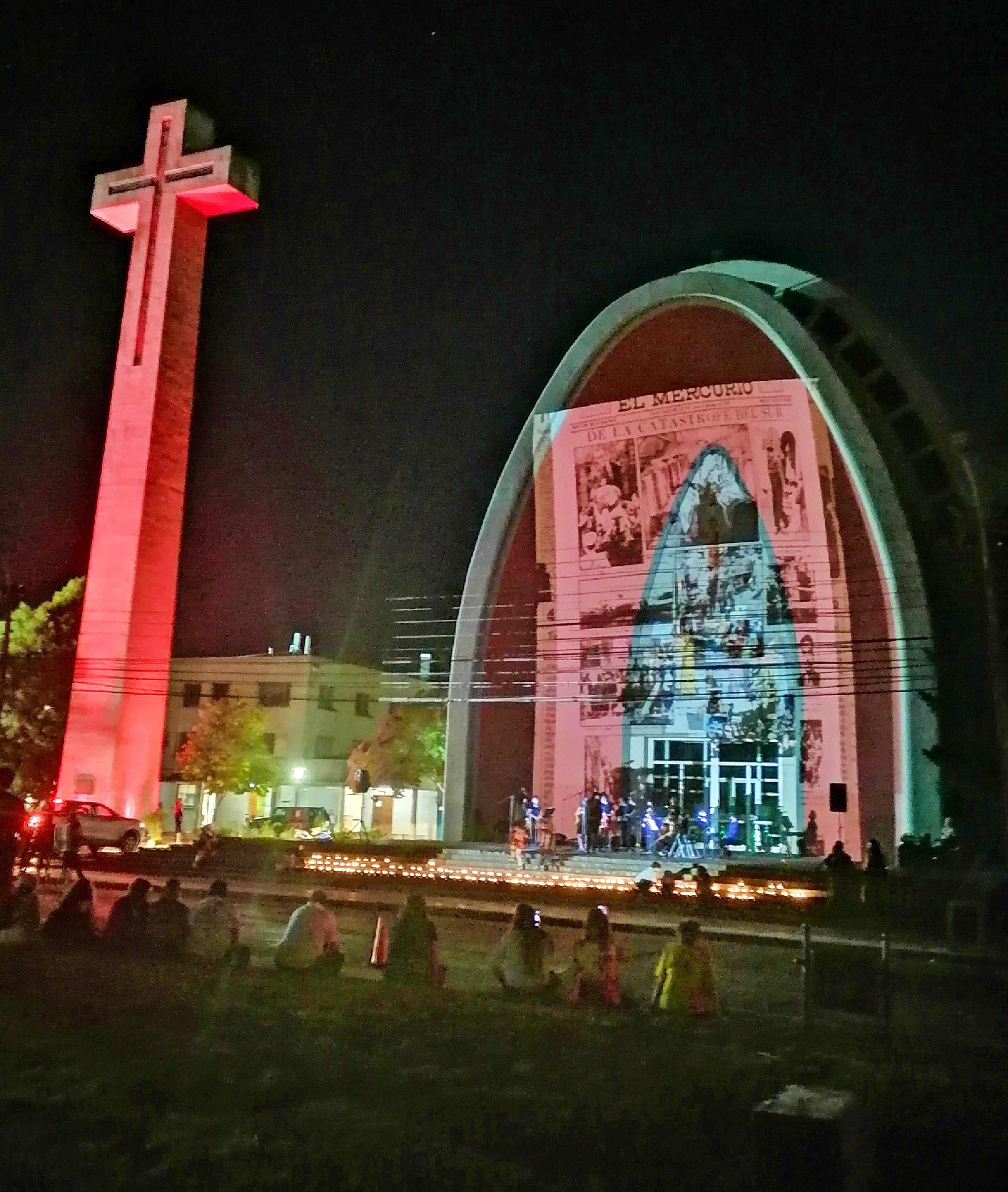
Proyección de la portada del periódico El Mercurio del día posterior al sismo, en la catedral de Chillán, durante un evento de conmemoración en el aniversario n.º 83.

Para 2008 es estrenado el documental "1939: Chillán desaparece" de Mario Jara. Actualmente, cada 24 de enero a las 23:32, la Catedral de Chillán realiza la "Alerta de Memoria", instante en que suenan las campanas de la iglesia, como símbolo de homenaje a las víctimas, asimismo se realizan diversas actividades de conmemoración de manera pública y gratuita.

### Impacto político
Al perder comunicación entre Ñuble y Santiago, se pensó que el epicentro podría ser en Concepción, por ello, el presidente de ese entonces, Pedro Aguirre Cerda, quien cumplía un mes en su cargo, visitó la zona al día siguiente de la catástrofe. Llegó el día 25 de enero, hospedándose en Chillán junto a su esposa Juana Aguirre. Al retornar a Santiago, declaró:

"Una de las regiones más ricas y prósperas del país ha sido convertida en un montón de ruinas y miles de hogares chilenos están siendo sometidos a una terrible prueba. He regresado de la zona devastada con la sensación de un luto nacional; Talca, Linares, Maule, Ñuble, Concepción y Bío-Bío están bajo el peso de un intenso dolor."
Pedro Aguirre Cerda, 30 de enero de 1939

Inmediatamente, el presidente despachó al Congreso Nacional, una serie de proyectos de ley que fueron aprobados a los pocos meses, cuales crean la Corporación de Fomento de la Producción (Corfo), y la Corporación de Reconstrucción y Auxilio, un control de precios a todos los productos en venta, abastecimiento garantizado a las ciudades afectadas, y que todas las construcciones, a nivel país, que se realicen a partir desde ese año, acrediten ser antisísmicas.

### Reacciones internacionales
- Alemania nazi: Adolf Hitler expresó sus condolencias a través de un telegrama a Pedro Aguirre Cerda "Presento a VE mi condolencia en nombre del pueblo alemán y el mío propio por el lamentable desastre causado por el terremoto que aflige tan trágicamente al pueblo chileno". Adolfo Hitler, Führer del III Reich".[13]
- Argentina: La ayuda recibida por la Cruz Roja Argentina constó de un avión Cóndor 3-Gt-2, cual realizó vuelos entre Santiago y Chillán entre los días 30 de enero y 12 de febrero. Como gesto de gratitud, Chillán cambia el nombre de la Avenida Oriente de Las Cuatro Avenidas a Avenida Argentina.[39]
- Brasil: La nación aporta con víveres para los damnificados a través de su buque Prudente Moraes.[40] Como gesto de gratitud, Chillán cambia el nombre de la Avenida Poniente de Las Cuatro Avenidas a Avenida Brasil.[41]
- Ecuador: Como gesto de gratitud a su aporte a la reconstrucción, Chillán bautiza la Avenida Norte de Las Cuatro Avenidas con el nombre de Avenida Ecuador.[42] Asimismo, el Parque Alameda de Concepción, cambia de nombre a Parque Ecuador.[42]
- Estados Unidos: El presidente Franklin D. Roosevelt se comunicó con el presidente Pedro Aguirre Cerda, expresando sus condolencias y  ofreciendo ayuda. Asimismo, fue publicada una editorial en The New York Times con respecto al sismo.[43]
- Francia: El buque Jeanne d'Arc (1930) ayudó en el rescate de las víctimas del sismo en compañía de la armada británica. Como gratitud, en Chillán, fue bautizada una calle con el nombre de Avenida Francia.[43]
- Japón: El emperador Hirohito expresó sus condolencias y envió a sismólogos de la Universidad de Tokio para el estudio de las consecuencias del evento telúrico.[44]
- México: El gobierno mexicano, liderado por Lázaro Cárdenas, donó una escuela a la ciudad, en cuyo interior se conservan los murales de David Siqueiros y Xavier Guerrero, los que posteriormente fueron denominados monumento nacional de Chile.
- Perú: El Vapor Marañón fue enviado con enseres y víveres para el consumo de los damnificados.[45] Como gratitud, en la ciudad de Concepción, es bautizada la Plaza Perú.[45]
- Reino Unido: Los cruceros Exeter, Ajax y Achilles ayudaron en socorrer a las víctimas del sismo de manera inmediata, instalando un hospital de campaña que sirvió a los damnificados.[46] Como gratitud, en Concepción una calle fue bautizada con el nombre de Exeter.[47]

## Reconstrucción

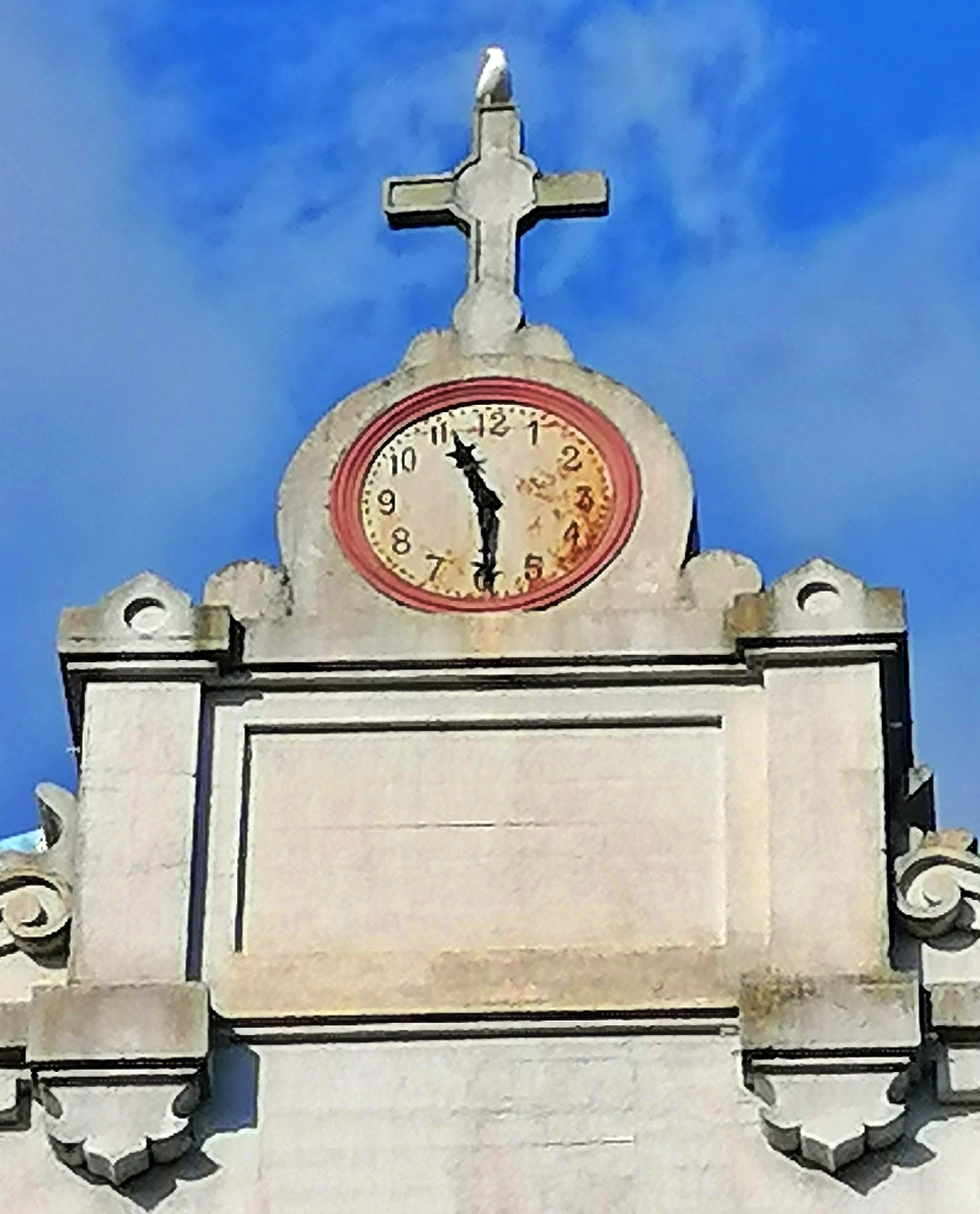
El reloj de la Iglesia de San Francisco de Chillán detenido en la hora en que se produce el sismo, en 1939, hasta la actualidad

El proceso de reconstrucción fue lento y complejo, esto debido a la situación en que se desarrollaba en el mundo, la Segunda Guerra Mundial. La siguiente lista, muestra los edificios reconstruidos en Chillán y Concepción tras el sismo, ordenados de manera cronológica
| Edificio                                                                        | Ciudad     | Inauguración | Financiamiento     |
| ------------------------------------------------------------------------------- | ---------- | ------------ | ------------------ |
| Escuela República de México y Murales de Siqueiros y Guerrero                   | Chillán    | 1940         | Gobierno de México |
| Edificio de los Servicios Públicos                                              | Chillán    | 1940         | Gobierno de Chile  |
| Edificio del Cuerpo de Bomberos de Chillán                                      | Chillán    | 1940         | Gobierno de Chile  |
| Edificios Municipales de Chillán (Casa consistorial de Chillán y Casa del Arte) | Chillán    | 1940         | Gobierno de Chile  |
| Hospital Comunitario de Quirihue                                                | Quirihue   | 1940         | Gobierno de Chile  |
| Mercado de Chillán                                                              | Chillán    | 1940         | Gobierno de Chile  |
| Estación de ferrocarriles de Chillán                                            | Chillán    | 1941         | Gobierno de Chile  |
| Plaza René Schneider                                                            | Concepción | 1941         | Gobierno de Chile  |
| Edificio del diario La Discusión                                                | Chillán    | 1942         | Gobierno de Chile  |
| Campanil de la Universidad de Concepción                                        | Concepción | 1943         | Gobierno de Chile  |
| Puente Viejo                                                                    | Concepción | 1943         | Gobierno de Chile  |
| Hospital Clínico Herminda Martin                                                | Chillán    | 1945         | Herminda Martin    |
| Avenida Diagonal Pedro Aguirre Cerda                                            | Concepción | 1947         | Gobierno de Chile  |
| Plaza Perú                                                                      | Concepción | 1947         | Gobierno de Chile  |
| Catedral de Chillán                                                             | Chillán    | 1960         | Gobierno de Chile  |
| Catedral de la Santísima Concepción                                             | Concepción | 1964         | Gobierno de Chile  |
| Edificios Municipales de Chillán (Teatro Municipal de Chillán)                  | Chillán    | 2016         | Gobierno de Chile  |